# Télie
Téliospore, téleutospore, probaside
Pour un article plus général, voir Rouille (maladie).

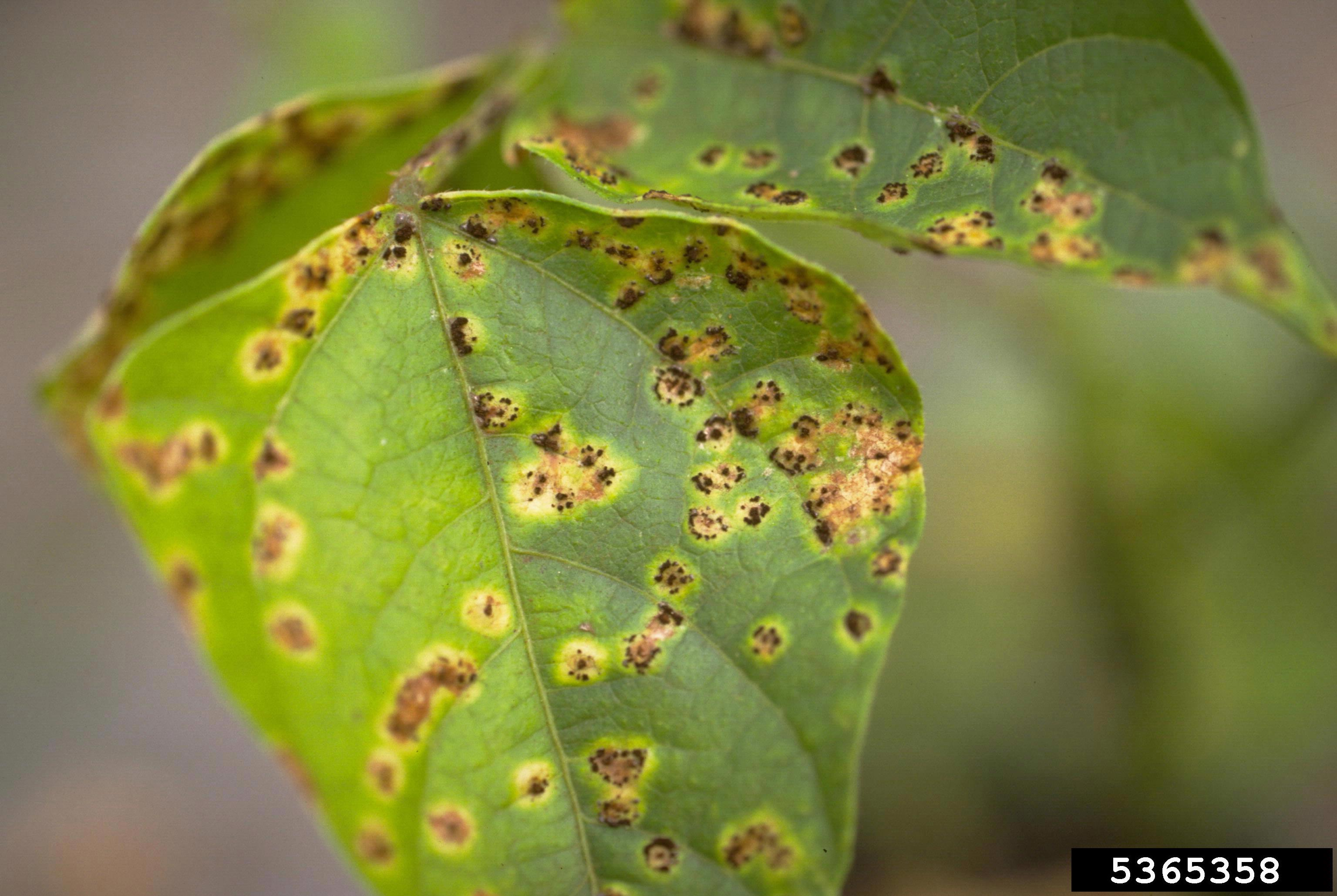
Télies d'Uromyces appendiculatus.

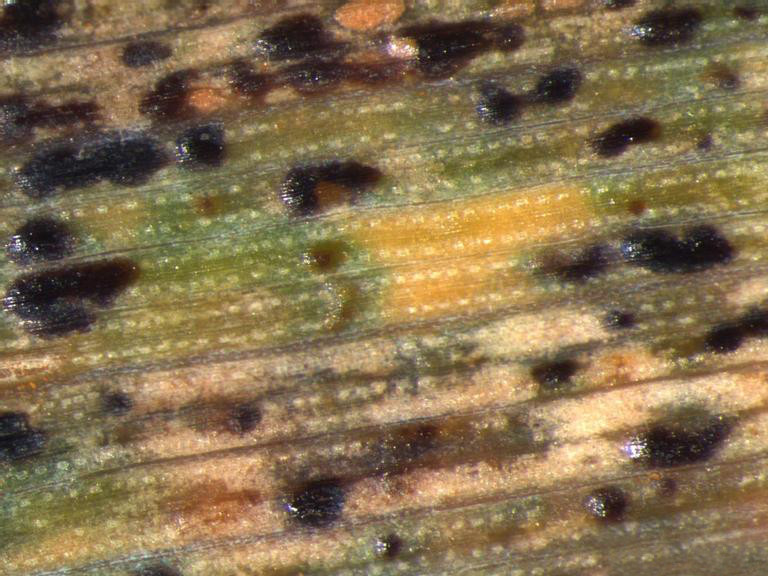
Télies de Puccinia hordei sur une feuille de Blé.

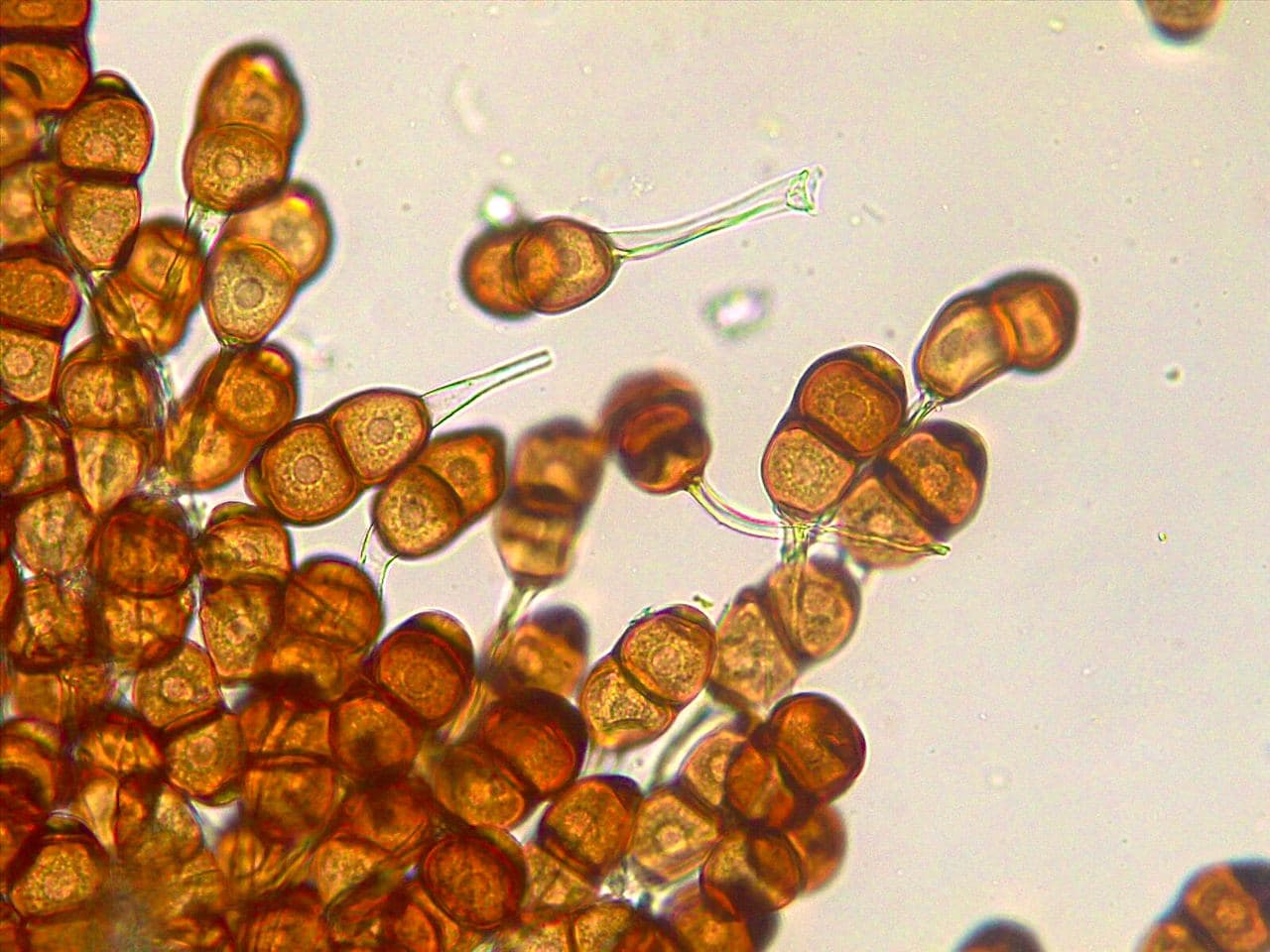
Téliospores de Puccinia helianthi.

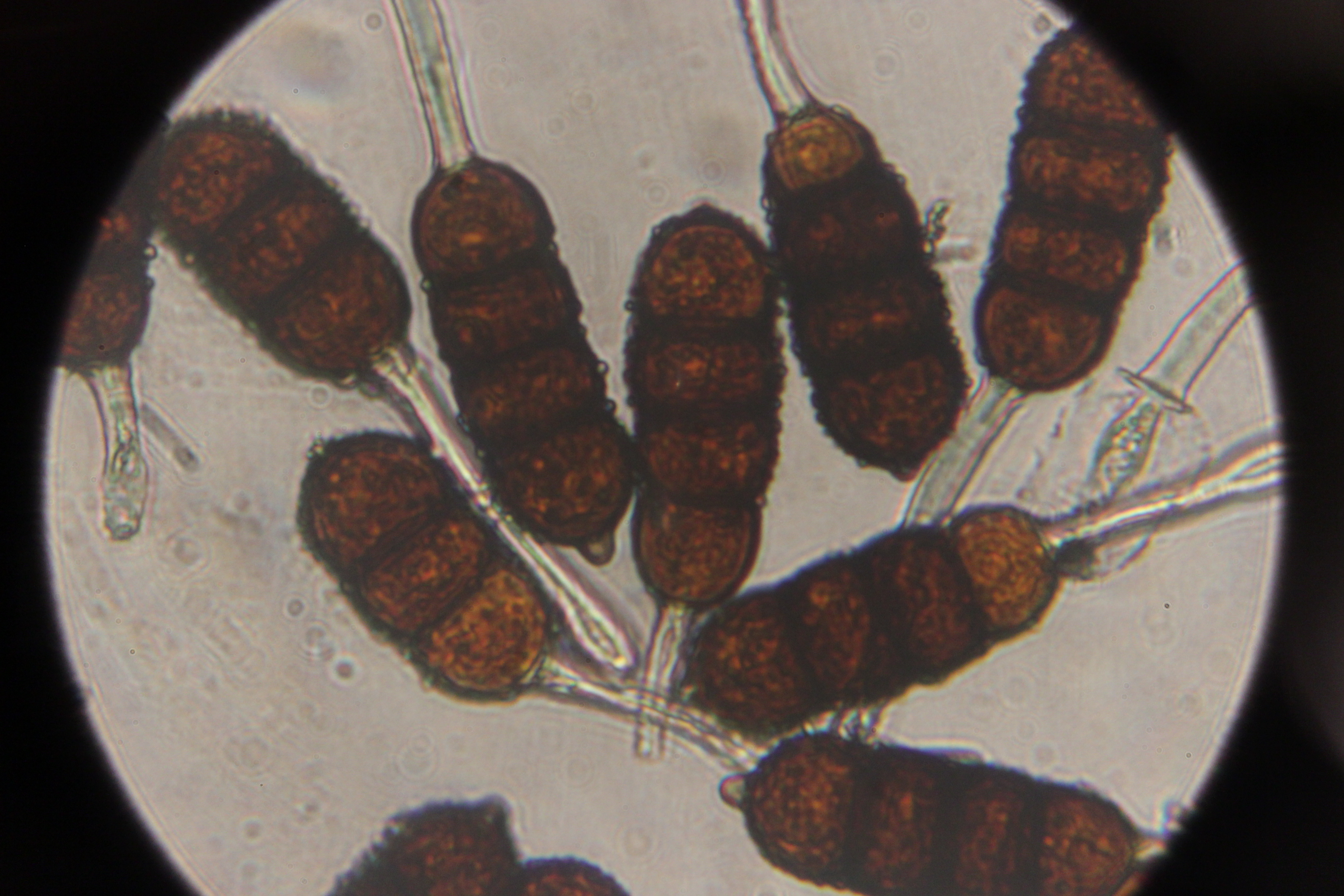
Téliospores de Phragmidium violaceum.

Une télie (du grec ancien τέλειος, télios, « achevé, accompli, parfait ») est une sore contenant des organes de reproduction des champignons phytopathogènes de l'ordre des Pucciniales agents de la rouille dans un des stades de leur cycle de vie complexe. Elle assure leur reproduction sexuée par la production de téliospores (également nommées téleutospores et probasides), des spores fongiques. Le code de la télie dans les clés de détermination est « III » et celui des téliospores est « IIIsp. »,.

## Typologie
Les télies, qui constituent le stade sexué des Pucciniales, peuvent être formés avec les urédies en sores communs ou en être issues. Elles sont généralement en forme de coussinet, de couleur brun noir à brun et se forment sur les feuilles et les tiges de leur plante-hôte en y provoquant régulièrement des malformations. Mais il existe aussi des formes recouvertes par l'épiderme qui prennent un coloration plomb. Il existe aussi des sores brillantes et croûteuses, rouge foncées comme chez Coleosporium ou orange à bruns comme chez Malanspora. Le genre Cronartium forme des télies étroites, cornées ou filamenteuses et brun foncé ; le genre Gymnosporangium forme des fructifications gélatineuses cornées ou en forme de langue ; le genre Microbotryum, souvent désigné comme faux-charbon, se présente sous forme de masse de spores poussiéreuses noir-violet ou brun clair dans différents organes floraux et plus rarement sur les feuilles et les tiges. En raison de leur aspect charbonneux, ce genre a longtemps été considéré comme un véritable agent du charbon,.
Les télies produisent des téliospores généralement colorées de brun foncé à noir et à paroi épaisse. Celle-ci sont morphologiquement très variables, ce qui permet de caractériser le genre. Elles peuvent être pédonculées ou non, lisses ou ornées, avec ou sans paraphyses, ou encore unicellulaires ou pluricellulaires. C'est sous la forme de téliospores que le champignon de la rouille hiverne,. 
Au printemps suivant, les basides (annotées par le code IV) germent à partir des téliospores et sont reconnaissables à la couche blanchâtre ressemblant à du givre qu'elles forment sur les télies. C'est sur elles que se forment les basidiospores (annotées par le code IVsp.) qui ne sont généralement pas contaminante pour leur plante hôte. Disséminée par le vent, l'eau ou les insectes, elles germent au printemps sur l'hôte secondaire pour former des spermogonies. Il est rare d'observer sur le terrain la formation de basides,.
Il existe aussi des espèces qui forment des spores à paroi mince, jaune pâle à germination immédiate, c'est le cas, par exemple, de toutes les espèces du genre Gymnosporangium. Et il se trouve également des espèces telles que Puccinia glechomatis et Puccinia malvacearum qui produisent les deux types de spores : des spores à germination immédiate et des spores hivernantes.